# Três Coroas (kommun)
Três Coroas är en kommun i Brasilien.   Den ligger i delstaten Rio Grande do Sul, i den södra delen av landet, 1 500 km söder om huvudstaden Brasília. Antalet invånare är 23 855.
Följande samhällen finns i Três Coroas:
- Três Coroas

I omgivningarna runt Três Coroas växer i huvudsak städsegrön lövskog. Runt Três Coroas är det ganska tätbefolkat, med 222 invånare per kvadratkilometer.